# Shilinotrechus
Shilinotrechus is een geslacht van kevers uit de familie van de loopkevers (Carabidae). De wetenschappelijke naam van het geslacht is voor het eerst geldig gepubliceerd in 2003 door Ueno.

## Soorten
Het geslacht Shilinotrechus is monotypisch en omvat slechts de volgende soort:
- Shilinotrechus fusiformis Ueno, 2003